# 오릭토드로메우스
오릭토드로메우스(Oryctodromeus)는 중생대 백악기 후기(케노마니안절), 오늘날 북아메리카 대륙에 서식한 초식공룡이다. '조반목'-'힙실로포돈과'에 속하는 종이다. 학명은 "땅을 파는 달리는 짐승(digging runner)"라는 의미를 갖고 있다. 화석은 몬태나주에서 발견되었다. 전체 몸 길이는 약2m(6.5ft), 폭은 70cm(2.3ft) 정도 되었을 것으로 추정된다.